# Округ Алегени (Пенсилванија)
Алегени (енгл. Allegheny County) је округ у америчкој савезној држави Пенсилванија.

## Демографија
По попису из 2010. године број становника је 1.223.348, што је 58.318 (-4,6%) становника мање него 2000. године.
| Група             | 2000.             | 2010.           |
| Белци             | 1.074.129 (83,8%) | 986.212 (80,6%) |
| Афроамериканци    | 159.058 (12,4%)   | 161.861 (13,2%) |
| Азијати           | 21.716 (1,7%)     | 34.090 (2,8%)   |
| Хиспаноамериканци | 11.166 (0,9%)     | 19.070 (1,6%)   |
| Укупно            | 1.281.666         | 1.223.348       |